# Originea câinelui
Multă lume de nenumărate ori a lansat teorii referitoare la strămoșii câinelui sau posibilii strămoși de asemenea și controversele legate de originea câinelui. Multe dintre controversele referitoare la câine rămân în continuare în incertitudine cum ar fi locul și modul de formare al rasei. Cele mai apropiate "rude" ale câinelui care trăiesc și au supravietuit erelor geologice până azi rămân cele mai cunoscute specii de animale cum ar fi: lupul, vulpea și șacalul. Fiecare dintre aceste specii au fost considerate la rândul lor într-o oarecare măsură potențiali strămoși ai câinelui sau ale anumitor rase de câini domestici. De asemenea multă vreme a fost vehiculată teoria a unui câine sălbatic dispărut în zilele noastre care ar descinde din câine. Teoriile descendenței din șacal și hienă ale câinelui nu sunt plauzibile datorită diferențelor fiziolocice și anatomice, cum și comportamentul evident și deosebirea puilor la naștere. Între vulpe și câine însă au fost găsite asemănări anatomice și în unele cazuri și de comportament, însă încrucișarea dintre aceste două specii este imposibilă. Descendența din câinele sălbatic este o teorie nesusținută de materiale și dovezi paleontologice, dar pare totuși plauzibilă datorită argumentelor aduse de unii partizani despre câinele Dingo și câinii Paria, fiind de acord cu majoritatea chinologilor cum că ar face parte din câini domestici resălbăticiți care trăiesc în haite. Strămoșul câinelui care susține teoria cea mai plauzibilă în zilele noastre este lupul datorită faptului că în favoarea acestuia pot fi aduse argumente foarte bine fundamentate din multe domenii ale științei. Împerecherea între câine și lup are loc în mod spontan, existând dovezi ale compatibilității biologice și genetice ei dând naștere la produșii fecunzi. Anatomic și fiziologic, asemănarea dintre cele două specii este foarte marcantă neexistând diferențe majore între ele. Un alt punct de vedere care susține teoria descendenței din lup este haită care este constituită și de câini, de asemenea lupii capturați de la vârste fragede în captivitate au dobândit caractere asemănătoare din comportamentul câinelui spre deosebire de vulpe care nu poate fi domesticită. Într-un cuvânt după părerea mea personală cea mai certă teorie a descendenței câinelui stă la baza lupului.